# Palazzo Stanzie
Il  Palazzo Stanzie  è situato nella contrada di S. Anna a tre chilometri a sud-ovest di Villarosa, a cavallo tra il Fiume Morello e il Piume Salso, in provincia di Enna in Sicilia.

## Storia e descrizione
Il Palazzo e la chiesa delle "Stanzie" sono stati costruiti nel 1716 per volontà della moglie del Duca Francesco Notarbartolo, Angela Zati Dente. Placido Notarbartolo prima voleva costruire intorno al Palazzo Stanzie la città di Villarosa. Però il duca cambiò idea perché la contrada di S. Anna era lontana dalla regia trazzera ed era una contrada con poca acqua . Sono presenti due grotte molto grandi, e dalla forma a tholos e di età preistorica dette "delle Stanzie". Vicino alla grande grotta delle Stanzie c'è una sorgente, insuffiente per nutrire una città.